# Stenellipsis bullata
Stenellipsis bullata är en skalbaggsart som först beskrevs av Bates 1876.  Stenellipsis bullata ingår i släktet Stenellipsis och familjen långhorningar. Inga underarter finns listade i Catalogue of Life.